# Повесть о приключениях Артура Гордона Пима
«Повествова́ние Арту́ра Го́рдона Пи́ма из Нанта́кета» (The Narrative of Arthur Gordon Pym of Nantucket, в русском переводе — «По́весть о приключе́ниях Арту́ра Го́рдона Пи́ма») — единственный оконченный роман Эдгара По (1838). Считается одним из самых спорных и загадочных его произведений.

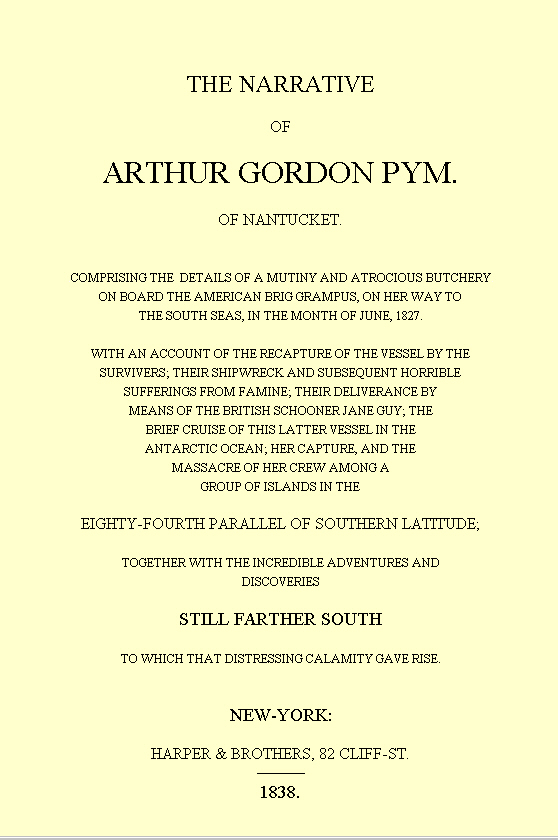
Титульный лист первого издания

«Повесть» отличается рыхлой структурой и распадается на две неравные части, первая из которых описывает события довольно правдоподобные, а вторая — фантастические. Рассказ (который По пытался выдать за подлинные записки, и не совсем безуспешно) ведётся от имени молодого жителя Нантакета по имени Артур Гордон Пим, который путешествовал по южным морям.

## Сюжет
Спрятавшись на отходящем из гавани Нантакета бриге «Грампус», юный искатель приключений вынужден день за днём проводить в кромешной темноте тесного трюма, так что его разум оказывается на грани помешательства. Его собака (проведенная на борт его товарищем, Августом) приносит ему записку от Августа, на которой с большим трудом он различает нацарапанные кровью слова: «Хочешь жить, не выходи из убежища».
Как выясняется, на борту взбунтовались матросы. По договорённости со своим другом Пим неожиданно является перед мятежниками под видом привидения покойного моряка и, воспользовавшись их замешательством, перехватывает инициативу вместе с союзниками из числа команды. После жестокой резни на корабле в живых остаются четверо, запасы провизии во время шторма смывает в океан, мимо проплывает корабль с разбросанными по палубе трупами. Для выживания в открытом море Пим со спутниками вынуждены предаваться каннибализму. В конце концов Пим с товарищем оказываются на перевернувшемся судне в окружении голодных акул.
В этом, казалось бы, безнадёжном положении их неожиданно подбирает судно из Ливерпуля, следующее на юг. Преодолев ледяные препятствия, они попадают в необычайно тёплые края поблизости от южного полюса. Там они высаживаются на остров, где живут аборигены настолько чёрные, что даже зубы у них чёрного цвета, а белого цвета они не знают вовсе. При виде зеркал дикари имеют свойство падать ниц и лежать без движения, закрыв лицо руками.
После того, как все белые на корабле становятся жертвами кровожадных туземцев, Пим со своим спутником прячется в горах на острове, потом, улучив момент, угоняет у дикарей пирогу и вместе с пленённым туземцем держит путь на юг по млечным волнам. С каждым днём становится жарче, вместо дождя с неба падает «тончайшая белая пыль» вроде пепла. Навстречу путникам «несутся огромные мертвенно-белые птицы».

Мы мчимся прямо в обволакивающую мир белизну, перед нами разверзается бездна, будто приглашая нас в свои объятья. И в этот момент нам преграждает путь поднявшаяся из моря высокая, гораздо выше любого обитателя нашей планеты, человеческая фигура в саване. И кожа её белее белого.

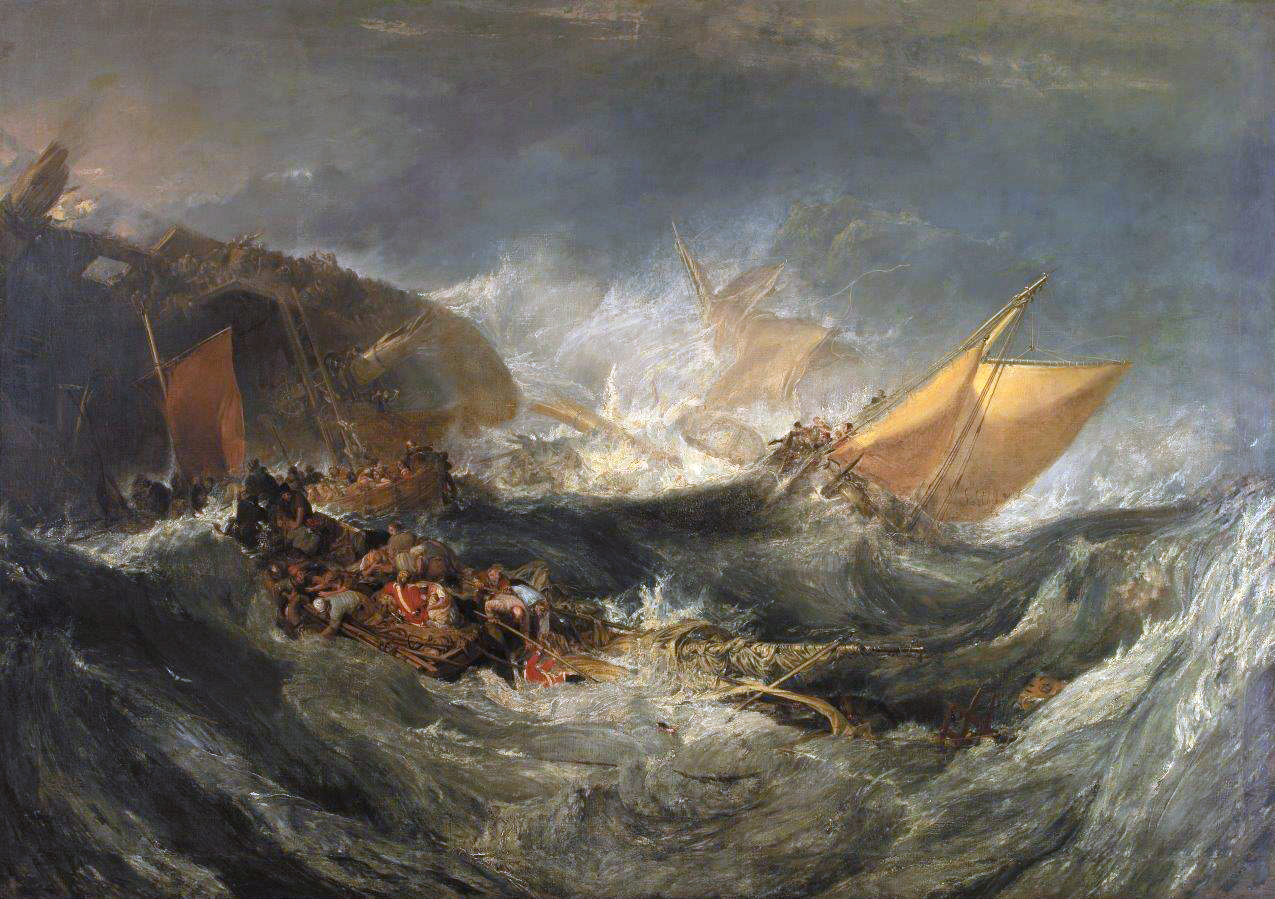
Кораблекрушение на картине Тёрнера.

На этом повествование обрывается. В кратком послесловии издатель сообщает, что последние две или три главы повествования предположительно были утеряны в результате того же несчастного случая, что повлёк за собой смерть Пима, и даёт толкование знаков, обнаруженных Пимом на стенах лабиринта на острове чернозубых людей. По его мнению, эти знаки образуют «эфиопский глагольный корень быть чёрным», «арабский глагольный корень быть белым» и древнеегипетское слово «область юга».

## Толкования
На протяжении XIX века единственный роман По считался его безусловной неудачей и переиздавался только в полных собраниях сочинений (да и то без заключительных строк о фигуре в саване). Критики вроде Уоллеса указывали на несовместимость описанных в книге событий с научными данными. Сам По обмолвился о романе лишь однажды, назвав его в частной переписке «преглупой книгой». Не исключено, что во время написания повести он находился под влиянием учения Джона Симмса о Полой Земле.
Во Франции читатели были меньше озабочены неправдоподобием рассказа, чем на родине автора. Здесь у «Повести…» нашлись свои почитатели — как, например, переведший её на французский язык Шарль Бодлер и фантаст Жюль Верн, опубликовавший в 1897 г. продолжение «Повести…» под названием «Ледяной сфинкс». В 1899 году американский писатель Чарльз Ромин Дейк также опубликовал продолжение «Повести…», роман «Странное открытие». Высоко отзывался о книге По и другой зачинатель фантастики, Герберт Уэллс, а Говард Лавкрафт насытил аллюзиями к приключениям Пима свою антарктическую повесть «Хребты Безумия» (1931).
Общая же переоценка значения «Повести…» в наследии По и в истории американской литературы наметилась в середине XX века. Критики стали обращать внимание на спиралевидную структуру повествования, которой присущ ритм повторений, сходный с набеганием морских волн. Хорхе Луис Борхес считал повествование Пима лучшим из всего, написанного По. Подобно «Случаю на мосту через Совиный ручей» Амброза Бирса и рассказу Борхеса «Юг», в путешествии Пима по белому океану можно видеть метафору посмертного угасания сознания рассказчика (или путешествия души к создателю) — если принять тезис о том, что Пим в действительности никуда не сбежал, а погиб при нападении враждебно настроенных негров.
Попытки истолкования романа и его загадочного финала наталкиваются на проблему символизма белого цвета. С ней созвучна глава «Моби Дика» о мистической белизне белого кита: из всех земных цветов только белый — цвет пустоты и небытия — вызывает безотчётный, сверхъестественный ужас. Современные афроамериканские комментаторы во главе с нобелевской лауреаткой Тони Моррисон видят в цветовом символизме По не более, чем отражение его расовых предрассудков, однако существуют и более изощрённые толкования (метафизический ужас автора вызывает белизна чистого листа бумаги).

## В России
Впервые на русском языке роман был опубликован в журнале Достоевского «Время» в 1861 году в переводе Егора Моллера. В последующие 50 лет появилось ещё 6 переводов, в том числе Михаила Энгельгардта и Константина Бальмонта. Перевод Бальмонта перепечатывается и в наши дни наряду с современным переводом Георгия Злобина. «Повесть…» является подтекстом фантастического романа Бориса Садовского «Приключения Карла Вебера» (пародирующего штампы русской неоромантической повести начала XX века), где также описана экспедиция к Южному полюсу.